# قائمة أشخاص ارتبطت أسماؤهم بالثورة الفرنسية
أسقطت الثورة الفرنسية نظام الحكم الديكتاتوري وأسست الجمهورية وشهدت فترات عنيفة من الاضطراب السياسي، الثورة التي أستوحت أفكارا ليبرالية وراديكالية، تحت شعار حرية، مساواة، إخاء، غيرت بشكل عميق مسار التاريخ الحديث والهمت البلدان الأوربية بما يصطلح عليه ب«الربيع الأوروبي (ثورات 1848)». حيث أن الثورة بحد ذاتها شكلت حدثا مهما في تاريخ أوروبا، وتركت نتائج مستمرة وواسعة النطاق على المدى القريب والمتوسط والبعيد من حيث المفاهيم والتغيير وتنظيم العلاقات والتأثير في الدول والشعوب والحضارة الإنسانية، وفي أوروبا كانت التأثيرات زمكانية مباشرة ومستمرة إلى القرن التالي للثورة الفرنسية.
وقد تعددت التفسيرات والتحاليل والنظريات بين الليبيرالية والإشتراكية وغيرها من المدارس الفكرية للعصر الحديث، إلا أن الجميع يتفقون أو يُجمعون أن اللاعبين الرئسيين كانوا بين نظام حكم مطلق متمثل في لويس السادس عشر ملك فرنسا وحاشيته و«الأرستقراطية» و«طبقة رجال الدين (الإكليروس)» من جهة ومن جهة أخرى تأثير البورجوازية الفرنسية ووكفاح الطبقة العاملة/الفلاحين ثم الجيش الفرنسي ونابليون بونابرت.

## القائمة
هذه قائمة جزئية تحاول أن تضم مجموعة من أسماء شخصيات ارتطت أسماءهم مع الثورة الفرنسية، بما في ذلك المؤيدين والمعارضين وهي مرتبة في هذا الإطار حسب الأبجدية العربية كالتالي:
- أ

1. أرماند عمانويل دو بليسي دو ريشليو: حفيد الماريشال ريشيليو. انتسب عام 1785 إلى فرق التنانين (الفرسان) التابعة للملكة ماري أنطوانيت، ثم أصبح كبير مدراء غرفة الملك لويس السادس عشر.

```
__________
```

- ب

1. بيير صامويل دو بونت

```
__________
```

- ج

1. جان أنطوان شابتال: كيميائي ورجل دولة فرنسي عاش بين 4 حزيران/يونيو 1756 - 30 تموز/يوليو 1832.
2. جان بول مارا (1743م - 1793م) طبيب وسياسي، وأحد أهم مفكري وقادة الثورة الفرنسية الأكثر راديكالية صاحب تأثير كبير على الثورة الفرنسية. اغتيل في أوج مجده، فاعتبره الجمهور شهيداً.
3. جاك لوي دافيد:(30 أغسطس 1748 - 29 ديسمبر 1825) (Jacques-Louis David) كان رساماً فرنسياً، وأحد أبرز فناني المدرسة الكلاسيكية الجديدة. ومن الذين دعموا الثورة الفرنسية بشكل كبير، فأصبح بعد ذلك رسام الثورة الرسمي.
4. جوزيف كونيو:(26 فبراير 1725 — 2 أكتوبر 1804). كونيو مهندسا في المدفعية الفرنسية هو أول من اخترع عربة تمشي ذاتيا بدون مساعدة خارجية عام 1769، وكانت تعمل بالبخار.
5. جان فالجان: شخصية خيالية لرواية البؤساء التي كانت تعبر عن الأوضاع المزرية للشعب الفرنسي قبيل الثورة الفرنسي في قالب أدبي عالمي.

- الجنرال كليبر: أحد جنرالات فرنسا أثناء الحروب الثورية الفرنسية. بدأ حياته العسكرية في خدمة آل هابسبورغ، ولكن أصوله الشعبية حالت دون ترقيه في الخدمة، فتطوع في الجيش الفرنسي سنة 1791 ليترقى سريعاً في الرتب العسكرية إلى أن وصل إلى رتبة جنرال. اشترك في حملة نابليون بونابرت في حملته على مصر. (ولد في 9 مارس 1753 وقتل في 14 يونيو 1800).

1. جاك نيكر: وُرجل دولة فرنسي من أصل سويسري ووزير مالية لويس السادس عشر.

```
__________
```

- ش

1. شارل العاشر ملك فرنسا: كان نظام شارل العاشر رجعي وسيء جدا، وكان سببا في وجود معارضة راديكالية قوية من معظم الاتجاهات السياسية، مما أدى إلى قيام الملك شارل العاشر إلى إعطاء المزيد من الامتيازات إلى الإكليروس وطبقة النبلاء للالتحام.

توفي سنة 1836 بعد فراره إثر ثورة جويلية عام 1830 إلى الإمبراطورية النمساوية.
1. شارل موريس تاليران

```
__________
```

- ف

1. فنسنت-ماري فيينو دو فوبلان: من أسرة ارستقراطية من بورغونيا، حيث كان الابن البكر فيفان-فرانسوا فيينو دي فوبلان، حاكم مستعمرة فورت سانت لويس ب فورت دلفين. كان سياسيا ومصلحيا من الطراز الأول، يتقلب بين الثورة والرجعية والارستقراطية والجيش، تقلد وشغل مناصب في جميع الإتجاهات.
2. فكتور هوغو: (26 فبراير 1802 - 22 مايو 1885) أديب الثورة الفرنسية وشاعر فرنسي، من أبرز أدباء فرنسا في الحقبة الرومانسية، ترجمت أعماله إلى أغلب اللغات المنطوقة. كان يري في نفسه صاحب رسالة، كقائد للجماهير، قائد لا بالسيف أو المدفع وانما بالكلمة والفكرة. فهو أقرب إلى زعيم روحي للنفس البشرية أو صاحب رسالة إنسانية فضلا عن كونه عضواٌ بمجلس الشيوخ الفرنسي [2] وعضو بالجمعية الوطنية الفرنسية.[3]

من أقواله «إذا أعقت الطريق أمام المستقبل فالنتيجة هي الثورة».
```
__________
```

- ك

1. كلود جوزيف روجيه دي ليزلي: ضابط فرنسي برز في فترة حروب الدفاع عن الثورة الفرنسية، بين الحكومة وعدة دول أوروبية، وقد تميزت هذه الحملات بالحماس الثوري الفرنسي والابتكارات العسكرية، وشهدت هزيمة عدد من التحالفات المعارضة، وتوسيع نطاق السيطرة الفرنسية، وقد عرف بكتابته كلمات وألحان النشيد الوطني الفرنسي في سنة 1792 لامارسييز والذي لا يزال النشيد الوطني الفرنسي حتى اليوم وتوفي في 26 يونيو 1836.
2. كوزيت (اسم): شخصية خيالية لرواية البؤساء التي كانت تعبر عن الأوضاع المزرية للشعب الفرنسي قبيل الثورة الفرنسية في قالب أدبي عالمي.

```
__________
```

- ل

1. لويس الثامن عشر
2. لويس فيليب الأول
3. لويس السادس عشر: آخر ملوك فرنسا قبل الثورة الفرنسية، في عهده قامت الثورة الفرنسية وأدت إلى إطاحة الحكم المطلق.
4. لازار كارنو: لازار نيكولا مارغريت، الكونت كارنو (بالفرنسية: Lazare Nicolas Marguerite, Comte Carnot)‏ ـ (13 مايو 1753 ـ 2 أغسطس 1823) هو سياسي ومهندس ورياضياتي وفيزيائي ماسوني[4][5] فرنسي. عُرف بلقبي «كارنو الكبير» (بالفرنسية: Le grand Carnot)‏، و«منظم النصر» (بالفرنسية: l'organisateur de la victoire)‏ في حروب الثورة الفرنسية.

```
__________
```

- م

1. ماركيز دي ساد
2. ماركيس دي لافاييت: من الأرستقراطية الفرنسية، ولكنه تأثر بأفكار الثورة الأمريكية ودافع عنها، وكان صديقا لجورج واشنطن، شارك ماركيس دي لافاييت في الثورة الفرنسية 1789، كما شارك في ثورة يوليو 1830 وتوفي في يوم 20 مايو 1834 في باريس عاصمة فرنسا.

```
__________
```

- ي

1. يوهان غورغ فورستر